# 青年社会主义者
青年社会主义者（波兰语：Młodzi Socjaliści）是波兰的一个已不存在的左翼政治组织。该组织成立于2005年。该组织主要吸收年轻人参加。该组织曾是欧洲民主青年左翼网络的成员和欧洲左翼党的观察员。
该组织曾表示，在波兰议会里没有真正的社会主义政党或反资本主义政党。
2015年，该组织的成员和前成员参与创建了左翼一起。